# Campanula strigosa
Campanula strigosa là loài thực vật có hoa trong họ Hoa chuông. Loài này được Banks & Sol. mô tả khoa học đầu tiên năm 1794.